# Гриб, Алексей Фёдорович
Алексей Фёдорович Гриб (1921, Холодовка, Брацлавский уезд — 18 декабря 1943) — гвардии сержант Рабоче-крестьянской Красной армии, участник Великой Отечественной войны, Герой Советского Союза (1943).

## Биография
Родился в 1921 году в селе Холодовка (ныне — Тульчинский район Винницкой области Украины) в семье крестьянина.
Окончил Тульчинский библиотечный техникум, после чего работал библиотекарем в городе Балта Одесской области. В 1941 году Гриб был призван на службу в Рабоче-крестьянскую Красную армию. С декабря 1942 года — на фронтах Великой Отечественной войны. Принимал участие в боях на Сталинградском, Воронежском и Степном фронтах. К сентябрю 1943 года гвардии сержант Алексей Гриб был наводчиком орудия 229-го гвардейского стрелкового полка 72-й гвардейской стрелковой дивизии 7-й гвардейской армии Степного фронта. Отличился во время битвы за Днепр.
25 сентября 1943 года одним из первых переправился через Днепр в районе села Бородаевка Верхнеднепровского района Днепропетровской области Украинской ССР. Огнём своего орудия подавил 5 пулемётных точек противника, которые мешали переправе полка, принял активное участие в отражении 13 немецких контратак, уничтожив несколько десятков солдат и офицеров противника.
Указом Президиума Верховного Совета СССР от 26 октября 1943 года за «образцовое выполнение боевых заданий командования на фронте борьбы с немецкими захватчиками и проявленные при этом мужество и героизм» гвардии сержант Алексей Гриб был удостоен высокого звания Героя Советского Союза с вручением ордена Ленина и медали «Золотая Звезда» за номером 1410.
18 декабря 1943 года Гриб пропал без вести.

## Память
- Бюсты Героя установлены в селе Холодовка и посёлке Бекдаш Красноводского района Красноводской области Туркмении.
- Именем названа улица в Холодовке[1].